# World Communion of Reformed Churches
De World Communion of Reformed Churches (WCRC), de wereldgemeenschap van gereformeerde/hervormde kerken, is een samenwerkingsverband van christelijke kerkgenootschappen die hun oorsprong vinden in de 16e-eeuwse Reformatie. De WCRC werd in 2010 gevormd door fusie van de Wereldbond van Hervormde/Gereformeerde Kerken (WARC) en de Gereformeerde Oecumenische Raad.
Het hoofdkwartier was gevestigd in de Zwitserse stad Genève, maar wordt in 2013 verplaatst naar de Duitse stad Hannover Er is ook een kantoor in de Amerikaanse stad Grand Rapids (Michigan).

## Landen en kerken

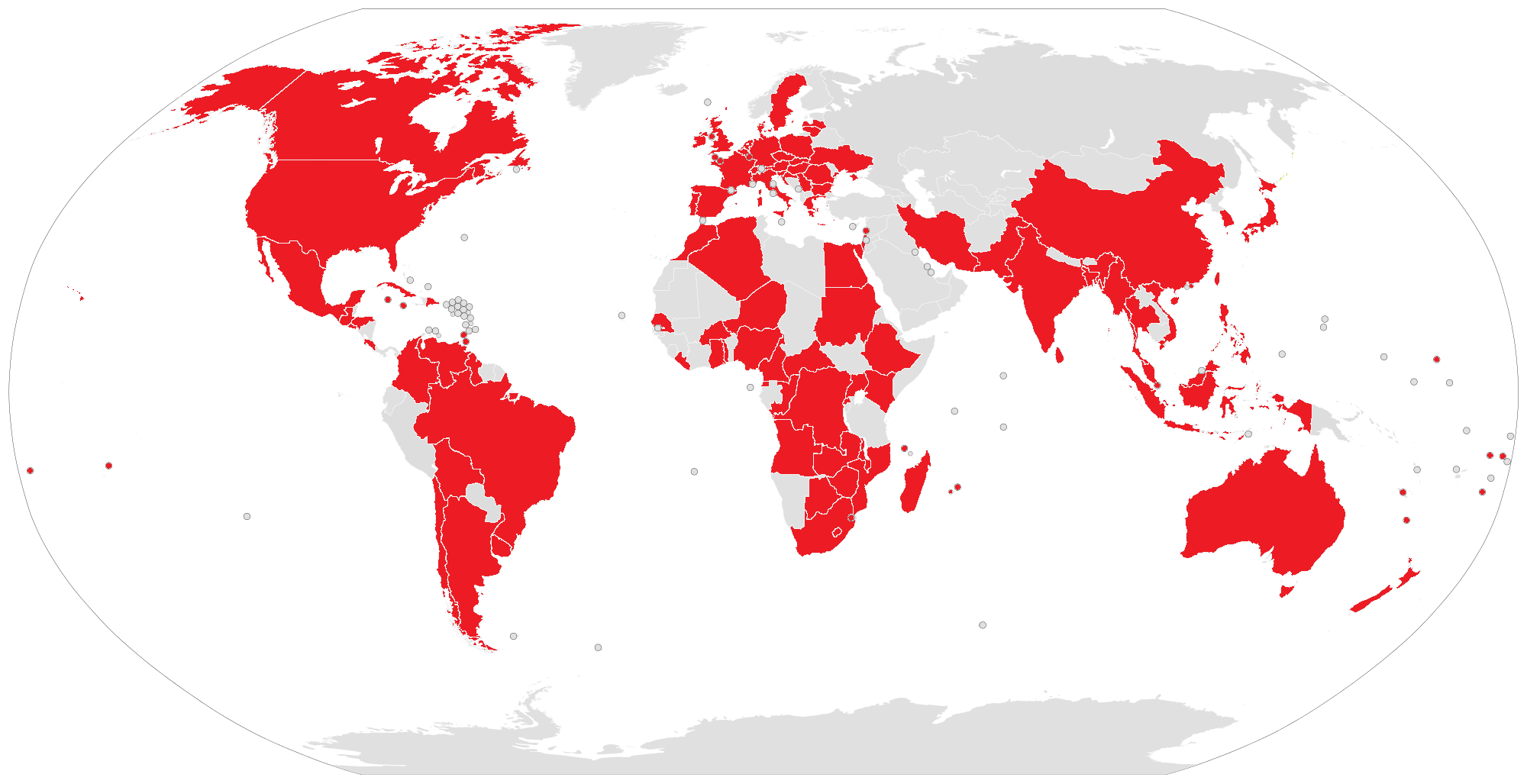
In rood de landen waar kerken van de WCRC zijn

Er zijn meer dan 200 kerken aangesloten, in meer dan honderd landen, met gezamenlijk ongeveer 80 miljoen leden.
Tot de leden behoren onder meer
- in Nederland: de Protestantse Kerk (PKN), de Remonstrantse Broederschap en de Bond van Vrije Evangelische Gemeenten.
- in België: de Verenigde Protestantse Kerk (VPKB).
- in Hongarije: de Hongaarse Gereformeerde Kerk
- in Indonesië: de Gereja Kristen Indonesia en anderen
- in Italië en Uruguay: de waldenzen
- in Roemenië: de Hervormde Kerk in Roemenië
- in het Verenigd Koninkrijk: de Kerk van Schotland (de "Kirk") en anderen
- in de Verenigde Staten: de Reformed Church in America en anderen
- in Zuid-Afrika: de Nederduits Gereformeerde Kerk (NGK), de Nederduitsch Hervormde Kerk van Afrika (NHKA) en anderen

Voorzitter is de Zuid-Afrikaanse theoloog Jerry Pillay.